# Região Geográfica Imediata de Avaré
A Região Geográfica Imediata de Avaré é uma das 53 regiões imediatas do estado brasileiro de São Paulo, uma das seis regiões imediatas que compõem a Região Geográfica Intermediária de Sorocaba e uma das 509 regiões imediatas no Brasil, criadas pelo IBGE em 2017.
É composta por 12 municípios, tendo uma população estimada pelo IBGE para 1.º de julho de 2017, de 229 579 habitantes e uma área total de 6 243,595 km².

## Municípios
Fonte: IBGE – Cidades
| Município              | População Estimada (2017) | Área (km²) |
| ---------------------- | ------------------------- | ---------- |
| Águas de Santa Bárbara | 6 009                     | 404.463    |
| Arandu                 | 6 368                     | 285.908    |
| Avaré                  | 89 479                    | 1213.055   |
| Cerqueira César        | 19 495                    | 511.621    |
| Coronel Macedo         | 4 840                     | 303.83     |
| Iaras                  | 8 484                     | 401.381    |
| Itaí                   | 26 526                    | 1082.782   |
| Manduri                | 9 714                     | 229.046    |
| Óleo                   | 2 583                     | 198.938    |
| Paranapanema           | 19 730                    | 1018.724   |
| Taguaí                 | 13 111                    | 145.332    |
| Taquarituba            | 23 240                    | 448.515    |
| Total                  | 229 579                   | 404,463    |